# Молчаново (Томская область)
Молча́ново — село, aдминистративный центр Молчановского района Томской области и Молчановского сельского поселения.
Население — 5305 чел. (на 1 января 2015).

## География

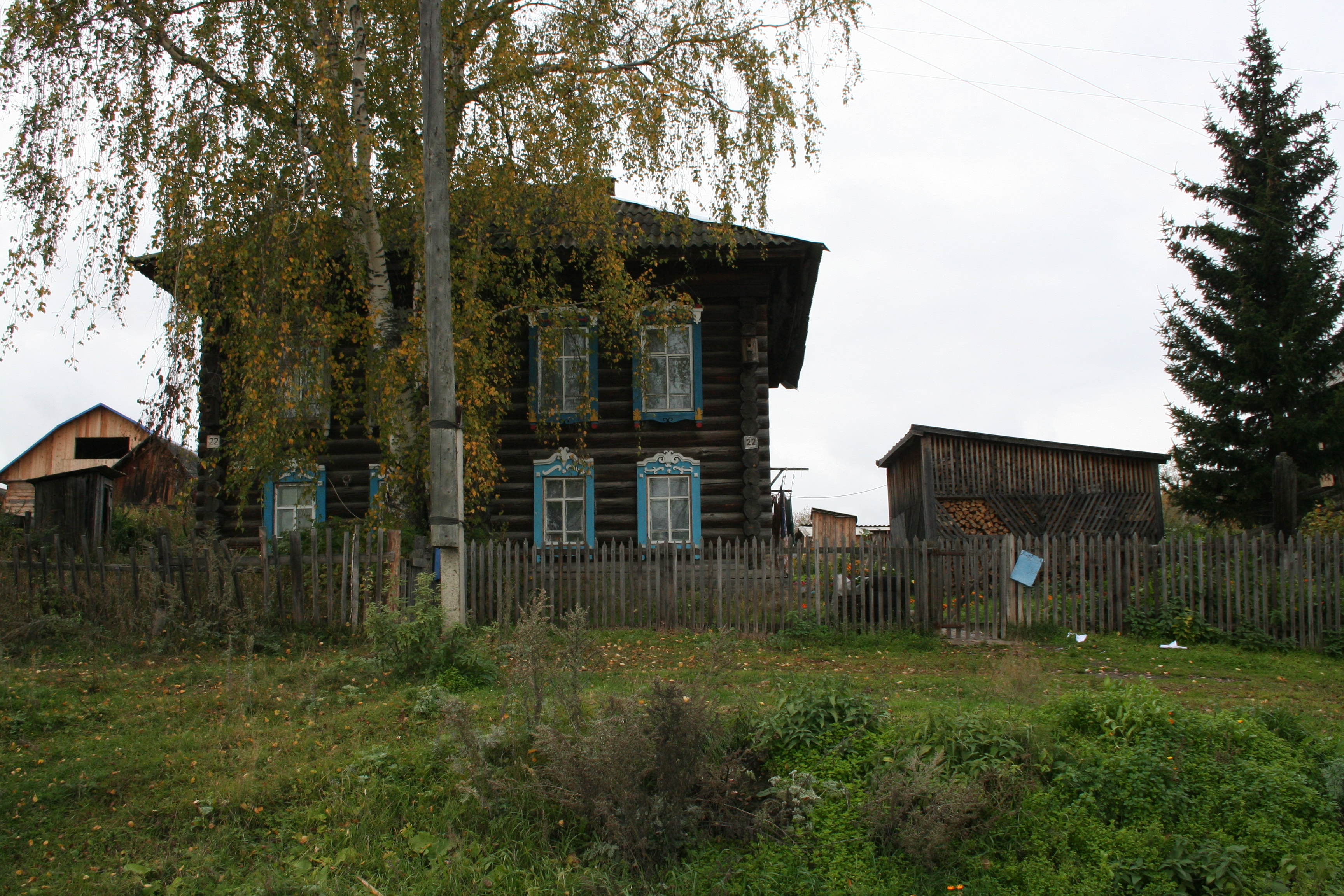
Советская ул., 22

Село расположено на левом берегу Оби, в 196 км севернее Томска.

## Население
| 1959  | 1970  | 1979  | 1989  | 2002  | 2008  | 2010  |
| ----- | ----- | ----- | ----- | ----- | ----- | ----- |
| 4644  | ↗4764 | ↗5532 | ↗6411 | ↘6091 | ↘5852 | ↘5746 |
| 2012  | 2013  | 2014  | 2015  | 2021  |       |       |
| ↘5593 | ↘5503 | ↘5379 | ↘5305 | ↗5810 |       |       |